# Joan Gràcia
Joan Gràcia Oliver (Pueblo Seco, Barcelona; 26 de febrero de 1957) es un humorista, actor, director, productor y guionista español. Es miembro de la compañía de teatro Tricicle, junto con Paco Mir y Carles Sans.
Además de su participación en Tricicle, ha colaborado en numerosas obras de teatro (dirección, adaptaciones, producción) y ha trabajado en televisión para Canal + y Barcelona Televisió (BTV). En cine, protagonizó el cortometraje Quien mal anda, mal acaba de Carles Sans, además de producir y codirigir Mendigos sin fronteras.
Como guionista cuenta con dos largometrajes (Si te llamases Aretha y La chacha de Bond) y un corto (El euro se acerca).